# Enrique Franco Manera
Enrique Franco Manera (* 2. März 1920 in Madrid; † 18. April 2009 ebenda) war ein spanischer Musikkritiker, Pianist, Komponist und eine bedeutende Führungspersönlichkeit im dortigen Hörfunk. 
Er gilt vor allem als Pionier der spanischen Musikkritik.

## Leben und Werk
Enrique Franco studierte Klavier und Komposition unter anderem bei Conrado del Campo am Konservatorium in Madrid.
Seit 1940 wirkte er bis wenige Monate vor seinem Tod als Musikkritiker in mehreren spanischen Zeitungen, ab 1952 in Arriba (Zeitung) und ab 1976 in El País. 1946 trat er als Leiter der Musikabteilung in die Welt des Rundfunks ein. Von 1946 bis 1952 wirkte er so bei der Radiostation Cadena SER. Eine ähnliche Position hatte er auch bei Unión Radio inne. Seit 1952 wirkte er dann als Leiter der Musikabteilung von Radio Nacional de España. Er war Gründer des Zweiten Hörfunkprogramms von RNE, das später in Radio 2 und schließlich in Radio Clásica umbenannt wurde. Enrique Franco gehörte für mehr als dreißig Jahre dem Direktionsbüro der Europäischen Rundfunkunion an und war Mitglied des Musikrates im spanischen Kulturministerium. Als Gründer der Gruppe Nueva Música trat er entschieden national und international für neue Musiktrends ab den 1950er und 1960er Jahren ein. Darüber hinaus war er Gründungsmitglied der Symphonieorchesters von RTVE und von anderen Orchester- und Chorformationen. Im Bereich des Rundfunks arbeitete Enrique Franco mit bedeutenden Persönlichkeiten der Musikwelt wie Luis de Pablo, Cristóbal Halffter, Tomás Marco und Odón Alonso zusammen.
Seine musikkritischen Arbeiten ergänzte er durch Forschungen und Veröffentlichungen zur zeitgenössischen spanischen Musik insbesondere zu Cristóbal Halffter, Isaac Albéniz, Xavier Montsalvatge und Frederic Mompou bis zur Avantgarde. Mit großer Hingabe forschte er auch am Werk Manuel de Fallas, das er in einem Zeitraum von zehn Jahren archivierte. Enrique Francos musikalisches Denken spiegelt sich in einem Dutzend Monographien, in circa einhundert Essays und in zahlreichen Artikeln wider, die in Spanien aber auch im Ausland veröffentlicht wurden.